# Dermestes gerstaeckeri
Dermestes gerstaeckeri is een keversoort uit de familie spektorren (Dermestidae). De wetenschappelijke naam van de soort werd in 1911 gepubliceerd door Karl Wilhelm von Dalla Torre.